# Erebia veldmani
Erebia veldmani är en fjärilsart som beskrevs av Kotzsch 1929. Erebia veldmani ingår i släktet Erebia och familjen praktfjärilar. Inga underarter finns listade i Catalogue of Life.